# Masano
Masano (Masà [maˈza] o Mazà in dialetto bergamasco) è una frazione rurale del comune di Caravaggio, in provincia di Bergamo. Situata circa 3,5 km ad est-nord-est rispetto al capoluogo, contava 961 abitanti  al censimento 2018.

## Storia

### Le origini
L'origine del centro abitato, che (secondo le fonti disponibili) non fu mai comune indipendente, è antica e pressoché sconosciuta; documenti pervenuti sino a noi riportano che nel 1193 vi fu eretta una chiesa dedicata a san Vitale, "com'era stata la chiesa precedente nel castello vecchio di Masano". Tale osservazione lascia dunque intendere che il borgo fosse già stato attivo durante i secoli barbarici. Non si può escludere che la scelta di san Vitale abbia un legame con la vicina frazione di Vidalengo (dal latino Vitalis).

### Nel Medioevo
Nel X secolo è documentata la presenza, all'interno dell'abitato, dei signori Carrarii, che successivamente divennero vassalli del vescovo di Cremona.
Sulla strada che conduce il capoluogo alla vicina cittadina di Bariano è tuttora presente un cippo in pietra risalente al 1758, che segnala il passaggio dell'antico confine fra la Repubblica di Venezia e il Ducato di Milano.

## Monumenti e luoghi d'interesse

### Architetture regliose

#### Chiesa parrocchiale di San Vitale

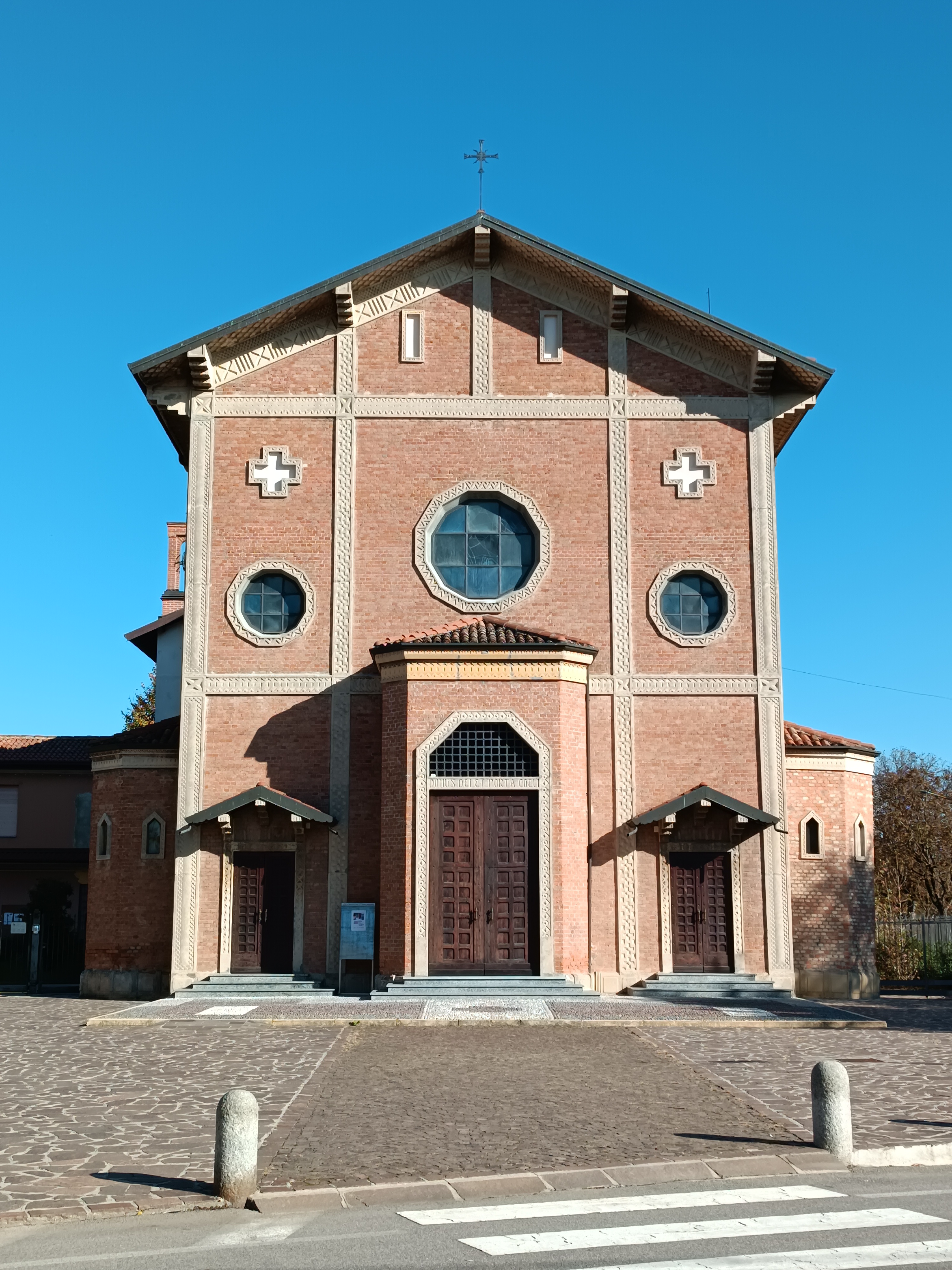
La Chiesa Parrocchiale di Masano, intitolata a san Vitale.

Uno degli edifici di maggiore interesse della località è certamente la Chiesa Parrocchiale di San Vitale, riedificata nella sua forma attuale nel 1928. In una cappella della Parrocchiale appositamente costruita è custodito un affresco settecentesco che ritrae la Madonna con Gesù Bambino, san Rocco e sant'Uberto; l'opera proveniva dallo scomparso oratorio di san Rocco. Il battistero ospita invece un Battesimo di Gesù del 1946, opera di Trento Longaretti. Infine, la cella campanaria del campanile in cotto ospita un sacro bronzo del 1699, che in passato avvertiva la popolazione del pericolo di calamità naturali.
Nella Sagrestia della Chiesa Parrocchiale è custodito un pezzo della Croce di Gesù.

### Architetture civili

#### Palazzo Rubini
Un altro edificio di rilievo è Palazzo Rubini; già documentato attorno alla metà dell'VIII secolo come castello, fu abitato dalla famiglia Secco per quattrocento anni, fino agli inizi del XVIII secolo. Nel 1732, divenuto palazzo, fu ceduto all'architetto Carlo Giuseppe Merlo, autore dell'Altare Maggiore del Santuario di Caravaggio, e successivamente passò alla famiglia di Giovanni Battista Rubini, tenore romanese di grande fama. Sotto quest'ultima proprietà, e precisamente nel 1845, l'edificio subì forti modificazioni dietro progetto dell'architetto Pagnoncelli.
La dimora, in stile neoclassico, è circondata da un notevole parco.
Un importante restauro eseguito sul finire del XX secolo ha strappato l'edificio ad una condizione di degrado ed abbandono.

#### Mulino Merlo
Il singolare mulino cittadino fu fatto costruire nel 1776 per migliorare i campi aviti e per pubblica utilità dall'architetto Carlo Benedetto Merlo, da cui il nome.